# 御春浜主
御春 浜主（みはる の はまぬし）は、平安時代初期の貴族。官位は従五位下・陸奥鎮守将軍。

## 経歴
承和7年（840年）従五位下に叙爵し、鎮守将軍に任ぜられる。承和10年（843年）陸奥鎮守将軍として以下を言上し、許されている。
- 健士は元々勲位を持ち、調庸や雑徭の負担がない者である。これまで鎮守府では武芸に優れた者を選んで健士と名付け、食糧を支給して租税を免除し、順番に兵役を担当させてきた。しかし現在勲位を持つ者はおらず、健士に充当することができない。そこで格旨を踏まえて、白丁を動員し公の食糧を支給して調庸を免除する扱いとしたい。なお、人には得意分野が異なるため、射が下手な健士は下等の兵士に準じて、城の修理に使役することとしたい。

## 官歴
『続日本後紀』による。
- 時期不詳：正六位上
- 承和7年（840年） 正月8日：従五位下。正月30日：鎮守将軍